# مرقية
مرقية قرية سورية تتبع ناحية السودا في منطقة طرطوس في محافظة طرطوس. بلغ عدد سكانها 1254 نسمة في عام 2004 حسب إحصاء المكتب المركزي للإحصاء.